# 천안시 갑
천안시 갑은 대한민국의 국회의원 선거구이다. 충청남도 천안시 동남구와 서북구의 일부 지역을 관할한다. 현 지역구 국회의원은 더불어민주당의 문진석이다.

## 역사
1995년 1월, 천안시와 천안군이 통합되면서 통합 천안시가 출범되었다. 이에 대한민국 제15대 국회의원 선거를 앞두고 신설되었다.
2008년 6월, 천안시에 구제가 실시되었다. 이에 천안시 갑 선거구를 기반으로 동남구가 설치되었다. 하지만 대한민국 제19대 국회의원 선거를 앞두고 선거구 조정을 통해 서북구 쌍용2동을 편입하면서 천안시 갑 선거구라는 이름은 유지되었다.
대한민국 제20대 국회의원 선거를 앞두고 천안시의 인구 증가로 인해 천안시 병 선거구가 신설되었다. 이에 동남구 풍세면, 광덕면, 신방동, 청룡동과 서북구 쌍용2동이 신설되는 천안시 병 선거구로 편입되었으며 천안시 을 선거구에서 성정1동과 성정2동을 편입했다.
대한민국 제22대 국회의원 선거를 앞두고 천안시 병 선거구에서 청룡동을 편입했다.

## 관할 구역
| 대수      | 관할 구역 |
| --------- | --- |
| 15대~18대 | 천안시 풍세면, 광덕면, 목천면, 북면, 성남면, 수신면, 병천면, 동면, 대용동, 문성동, 남산동, 원성1동, 원성2동, 신용동, 청룡동, 신안동, 봉명동                              |
| 19대      | 천안시 동남구 목천읍, 풍세면, 광덕면, 북면, 성남면, 수신면, 병천면, 동면, 중앙동, 문성동, 원성1동, 원성2동, 봉명동, 일봉동, 신방동, 청룡동, 신안동 천안시 서북구 쌍용2동 |
| 20대~21대 | 천안시 동남구 목천읍, 북면, 성남면, 수신면, 병천면, 동면, 중앙동, 문성동, 원성1동, 원성2동, 봉명동, 일봉동, 신안동 천안시 서북구 성정1동, 성정2동                        |
| 22대~     | 천안시 동남구 목천읍, 북면, 성남면, 수신면, 병천면, 동면, 중앙동, 문성동, 원성1동, 원성2동, 봉명동, 일봉동, 청룡동, 신안동 천안시 서북구 성정1동, 성정2동                |

## 역대 국회의원
| 선거   | 정당 | 정당         | 의원   |
| ------ | ---- | ------------ | ------ |
| 1996년 |      | 자유민주연합 | 정일영 |
| 2000년 |      | 새천년민주당 | 전용학 |
| 2004년 |      | 열린우리당   | 양승조 |
| 2008년 |      | 통합민주당   | 양승조 |
| 2012년 |      | 민주통합당   | 양승조 |
| 2016년 |      | 새누리당     | 박찬우 |
| 2018년 |      | 더불어민주당 | 이규희 |
| 2020년 |      | 더불어민주당 | 문진석 |
| 2024년 |      | 더불어민주당 | 문진석 |

## 역대 선거 결과

### 대한민국 제15대 국회의원 선거
|  | 49.78% |

|  | 27.24% |

|  | 13.38% |

|  | 8.12% |

|  | 1.45% |

### 대한민국 제16대 국회의원 선거
|  | 36.38% |

|  | 29.62% |

|  | 27.83% |

|  | 3.40% |

|  | 1.77% |

|  | 0.97% |

### 대한민국 제17대 국회의원 선거
|  | 45.33% |

|  | 30.12% |

|  | 18.32% |

|  | 2.72% |

|  | 1.72% |

|  | 1.16% |

|  | 0.59% |

### 대한민국 제18대 국회의원 선거
|  | 38.26% |

|  | 35.56% |

|  | 24.17% |

|  | 1.99% |

### 대한민국 제19대 국회의원 선거
|  | 51.53% |

|  | 40.02% |

|  | 8.43% |

### 대한민국 제20대 국회의원 선거
|  | 45.46% |

|  | 34.62% |

|  | 17.41% |

|  | 2.50% |

### 2018년 대한민국 재보궐선거
|  | 57.78% |

|  | 32.85% |

|  | 7.47% |

|  | 1.88% |

### 대한민국 제21대 국회의원 선거
|  | 49.34% |

|  | 47.92% |

|  | 1.22% |

|  | 0.78% |

|  | 0.71% |

### 대한민국 제22대 국회의원 선거
|  | 50.58% |

|  | 47.15% |

|  | 2.26% |